# Fermín Salvochea Álvarez

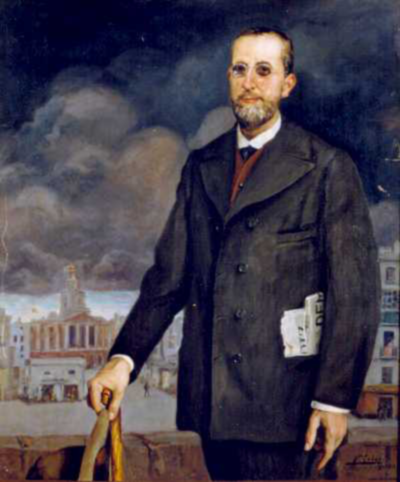
Fermín Salvochea Álvarez

Fermín Salvochea y Álvarez (Cadis, 1 de març de 1842 - 27 de setembre de 1907) fou un polític i pensador andalús. Va arribar a ser alcalde de Cadis i president del seu cantó. Va ser un dels principals propagadors del pensament anarquista en aquesta zona en el segle xix. Sent un destacat federalista, el 1871 s'afilia a la I Internacional Obrera. El 1873, durant l'època del cantonalisme, va ser elegit president del comitè administratiu del Cantó de Cadis. La seva formació ideològica era influenciada per Bradlaugh, Owen, Paine, les obres dels quals conegué durant la seva estada a Anglaterra, i Piotr Kropotkin, a qui llegiria més tard. A Espanya va mantenir contactes amb els pensadors anarquistes i membres de l'"Aliança" de Mikhail Bakunin, com Anselmo Lorenzo i Francisco Mora.

## Biografia
Va néixer a la Plaça de las Viudas, d'una família d'origen navarrès. El seu avi patern s'havia establert a Cadis procedent de Navarra, per a dedicar-se al comerç. La seva mare, Pilar Álvarez, era cosina de Juan Álvarez Mendizábal. Als 15 anys el seu pare, seguint les tradicions de la burgesia mercantil gaditana a la qual pertanyien, l'envià a Anglaterra perquè tal que familiaritzés amb les tècniques comercials. Va viure cinc anys a Londres i Liverpool. Però pel que sembla es va dedicar més a estudiar els problemes socials de l'època que els mercantils. Va llegir les obres d'Owen, Paine i Berdlow. Tornà a Cadis amb 21 anys, amb ànsies de reformar la societat, influït per les doctrines del socialisme utòpic.
Es va fer conèixer per la seva tolerància i generositat. Després de La Gloriosa, és nomenat cap d'un dels Batallons dels Voluntaris de la Llibertat de Cadis. Participa activament en els successos del 68, per la qual raó fou empresonat. Alliberat el 1869, organitzà partides armades contra el govern a la Serralada de Cadis, que foren derrotades per les tropes governamentals, raó per la qual es refugià a Gibraltar. El 1871, gràcies a l'amnistia promulgada per Amadeu I d'Espanya, tornà a Cadis. Es creu que és en aquesta època quan s'afilia a la Internacional, encara que segueix donant suport les idees republicano-federals.
Líder indiscutible del Cantó de Cadis, en finalitzar l'episodi del cantó fou capturat per les tropes del general Pavía, jutjat a Sevilla i condemnat a cadena perpètua, raó per la qual va romandre anys confinat a La Gomera i a Ceuta. Renuncià a l'indult que li havia aconseguit l'ajuntament gadità el 1883, escapant-se al Marroc. Desencantat de la via política i del parlamentarisme, durant els seus anys de presidi i l'exili (després va fugir a França) es decantarà fermament per l'anarquisme, dins la tendència anarco-comunista.
En morir Alfons XII fou novament amnistiat i tornà a Cadis, on funda el periòdic El Socialismo, on es publicà, entre d'altres, articles del conegut anarcocomunista Piotr Kropotkin, introduint d'aquesta manera el pensament anarcocomunista als ambients àcrates espanyols, encara afiliats majoritàriament a l'anarcocol·lectivisme i fomentant el debat intern. Organitzà el primer 1 de maig a Cadis en 1890, motiu pel qual fou detingut preventivament el 1891. Estant a la presó es produí el Motí Agrari de Jerez de la Frontera de 1892 en el qual hi fou implicat per un fals testimoni i pel que fou condemnat a 12 anys de presó. Una nova amnistia li permeté sortir de la presó el 1899, i tornà novament a Cadis (on coneigué Pedro Vallina), d'on partirà cap a Madrid. Allí col·laborarà amb la Revista Blanca dels llibertaris Joan Montseny i Soledad Gustavo i, en general participarà en les activitats anarquistes de la capital. Estarà present i donarà suport la vaga general de 1902. Renuncià a la seva herència i a les possessions familiars que lliura als més necessitats. Decidí dur una vida lluny de tot luxe material, propera a la indigència.
De tornada a Cadis, va morir el 28 de setembre de 1907, després de caure de la taula que li feia de llit. El seu enterrament va ser una gran manifestació de duel popular. Durant el sepeli, va començar a ploure a bots i barrals quan la comitiva passava al costat de l'ajuntament. L'alcalde va oferir que entressin en l'ajuntament dient Aquesta és la seva casa. Que no surti d'ella fins que no acabi la pluja.

## Projecció de Salvochea
Vicente Blasco Ibáñez va crear un trassumpte de Salvochea en la seva novel·la "La bodega", anomenat Fernando Salvatierra. Durant la Segona República Espanyola, mentre a Cadis es discutia l'erecció d'un monument en honor seu, el poble del Campillo a la província de Huelva va canviar el seu nom pel de l'anarquista gadità. Ja en la Guerra Civil, una de les columnes cenetistes que va defensar el front d'Aragó davant les tropes revoltades, va prendre el seu nom el seu nom. L'ajuntament democràtic dels anys 80, a Cadis, li va dedicar un carrer.
La seva figura surt de manera recurrent i, des d'una perspectiva localista, als Carnestoltes de la ciutat. Una fracció de l'afició del Cadis CF anomenat "Columna Salvochea". En l'actualitat, l'Ateneu Llibertari de la ciutat, un institut d'Ensenyament Secundari i una associació de veïns duen el seu nom. Encara hi ha a Cadis, qui diposita flors en la seva tomba. Després de la seva mort, va ser conegut popularment, en antítesi amb el catolicisme dominant, com: "El Sant de l'Anarquía".